# Szent István király templom (Répcelak)

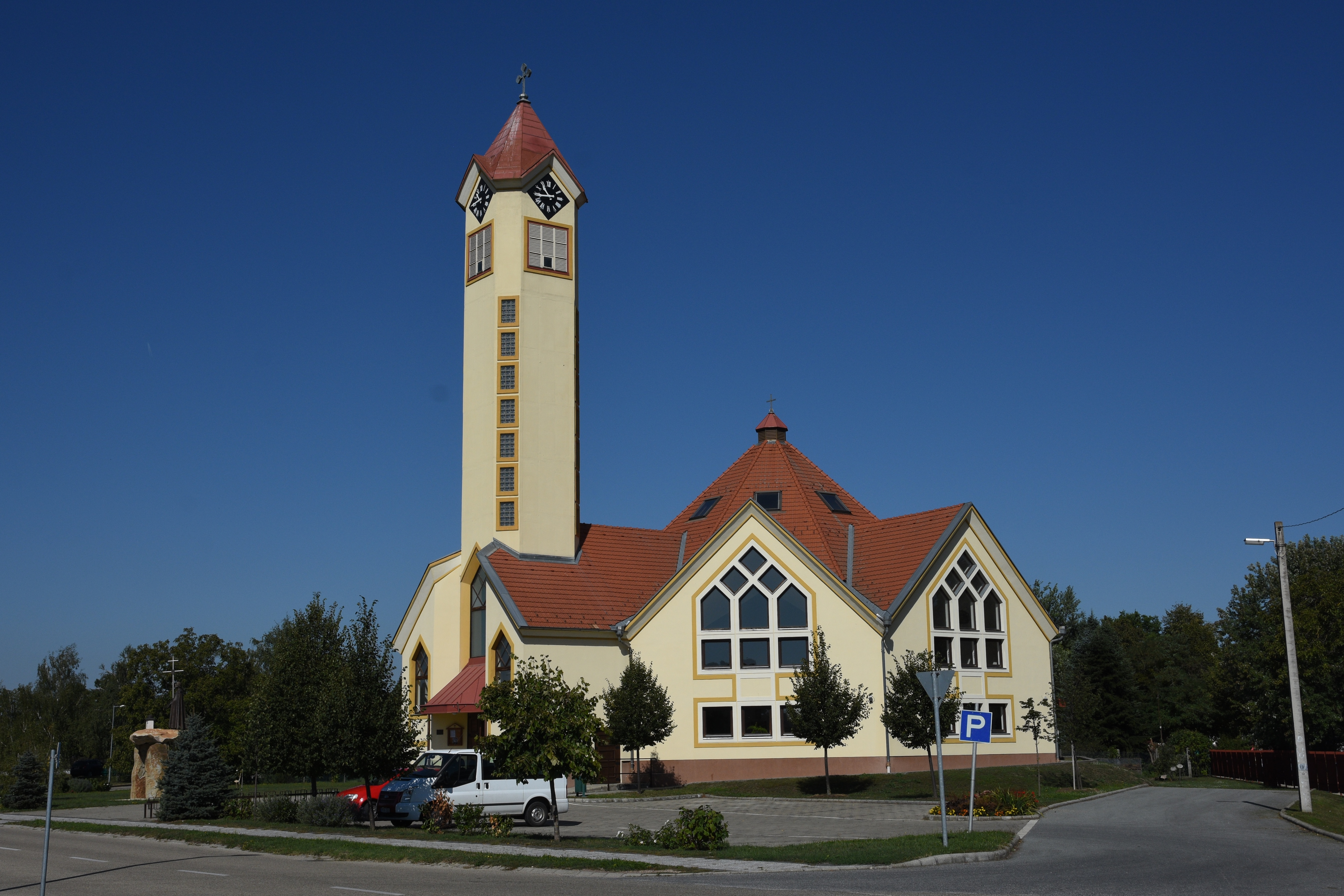

A répcelaki Szent István király templom alapkövét 1999. május 2-án tették le azon a telken, amelynek nagy részét a répcelaki önkormányzat adományozta az egyházközségnek. Így jött létre a 4235 négyzetméteres terület, amelyre később az új templom felépült.
Az akkori plébános, Baán Lajos által a templom építésére létrehozott Szent István Alapítvány kuratóriumának elnöke kezdetben Farsang Vendel volt, majd később, 2000 májusában ezt a megbízatást Pusztai Miklós addigi kuratóriumi tag vette át.
1999. július 1-jén megindult az építkezés. 2002. május 20-án, pünkösdhétfőn dr. Konkoly István megyéspüspök több mint száz fiatalt bérmált meg a vakolatlan, félkész templomban, és megáldotta a püspökségtől kapott harangot, amely 2004. április 8-án került a toronyba. A templomot 2004. november 7-én szentelte fel a megyéspüspök.

## Forrás
https://repcelak.martinus.hu/plebaniatemplomunk